# Памʼятник молоді
Пам'ятник молоді (нім. Jugend-Denkmal) — колишня бронзова скульптура у німецькому місті Лейпциг, присвячена націонал-соціалістичній молодіжній організації Гітлер'югенд.

## Історія
Скульптуру було встановлено у 1938 році у зеленій зоні між вулицями Райценгайнерштрасе (нині Праґерштрасе, нім. Pragerstraße) та Наунгоферштрасе (нім. Naunhoferstraße) у районі Тонберг. Автором проєкту був скульптор Вальтер Чорш (нім. Walter Zschorsch, 1888–1965), який навчався у Лейпцизькій художній академії у Макса Клінґера. З 1863 року на місці скульптури знаходився кам'яний блок, призначений для майбутнього Пам'ятника битві народів, який пізніше був забетонований у його фундамент.
Попри своє ідеологічне значення пам'ятник став жертвою заклику до німецького народу про пожертвування металобрухту (нім. Metallspende des deutschen Volkes) у 1940 році для збору необхідної для потреб фронту сировини; він був демонтований та відправлений на переплавку у 1941 році разом з 29 іншими лейпцизькими пам'ятниками. Остання фотографія Пам'ятника молоді зображує його на пункті демонтованих пам'ятників на вулиці Даутештрасе (нім. Dauthestraße).

## Композиція
Пам'ятник молоді являв собою скульптурне зображення на кам'яному постаменті групи молодих людей – двох хлопців та дівчини – вдягнених в уніформи. Найвищий хлопець здіймав руку у нацистському вітанні, а дівчинка грала на лютні Вандерфогеля. Молодший з хлопчиків мав на поясі особливий похідний ніж Гітлер'югенду (нім. Fahrtenmesser), а старший — польову фляжку. Ймовірно, трійця мала уособлювати три відділення Гітлер'югенду: власне Гітлер'югенд для хлопців 14–18 років, Дойчес Юнгфольк для хлопчиків 10–14 років та Союз німецьких дівчат для дівчат від 10 до 18 років.

## Галерея

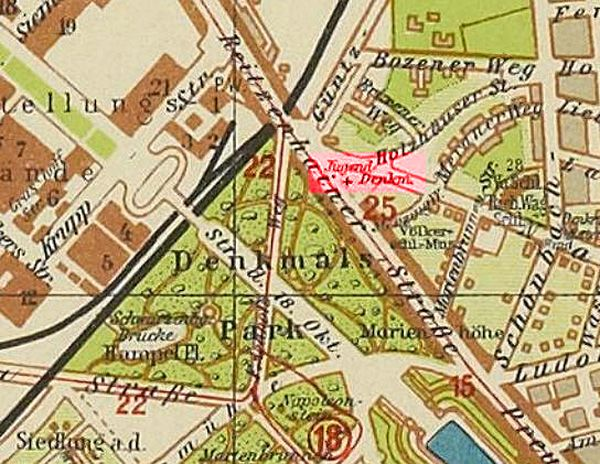
Розташування пам'ятника на мапі міста 1940 року
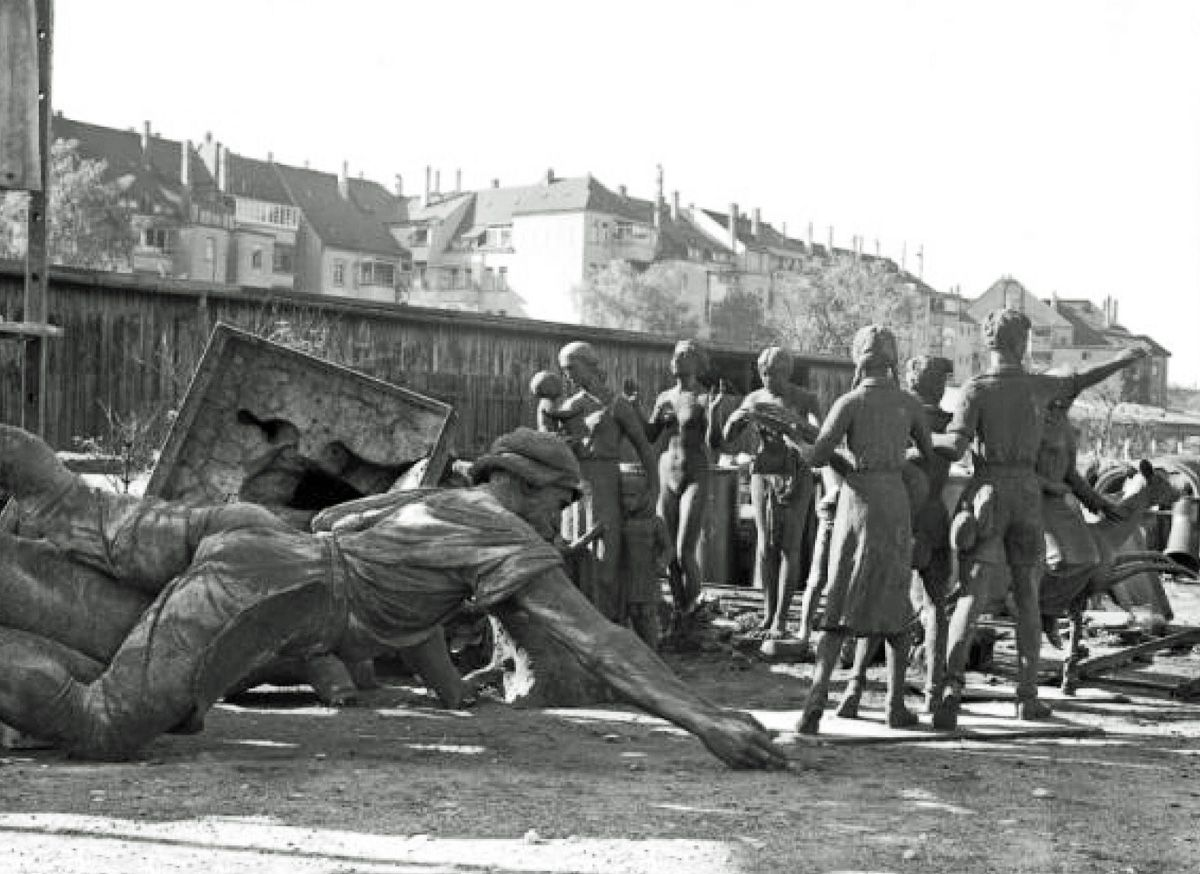
Пункт збору демонтованих пам'ятників (1942). Памʼятник молоді стоїть справа.